# 宫殿广场 (阿维尼翁)

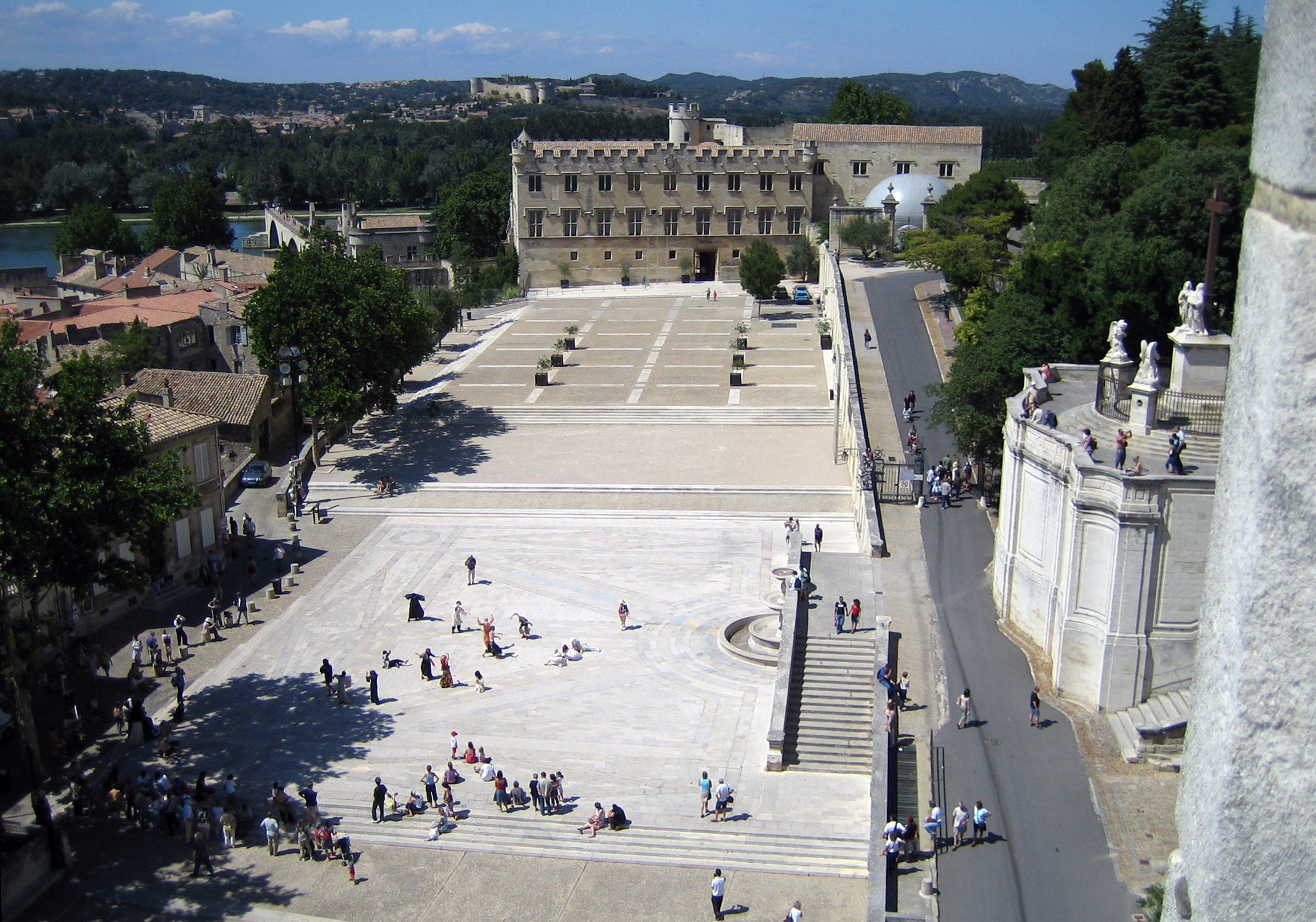
从教皇宫看广场另一端的小宫

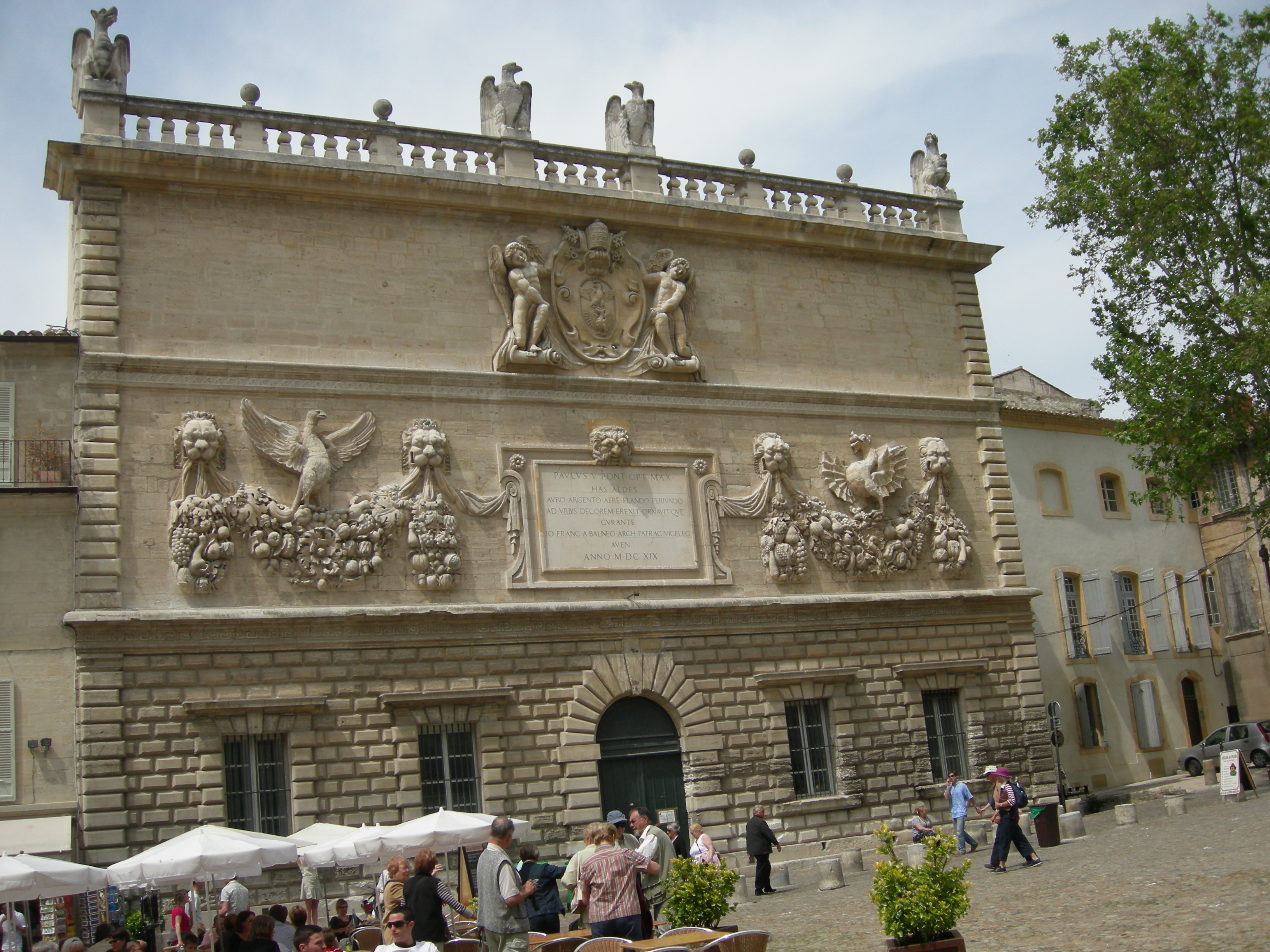
造币局

宫殿广场（Place du Palais）是亞維農的一个广场。在14世纪，教皇宫前是拥挤的房屋。1404年，本篤十三世预计会发生对他宫殿的第二次围攻，决定清除这些地方。他将这些房屋和蜿蜒的街道夷为平地，开辟为狭长的广场。 
这个旧制度下的广场，在恐怖统治时期，1794年3月8日到6月26日安装了断头台。今天，它周围是著名的古迹：
- 法兰西银行
- 造币局（Hôtel des Monnaies）
- 小宫博物馆（Musée du Petit Palais）
- 阿维尼翁主教座堂
- 教皇宫